# إدوارد سيسيل بيثيون
إدوارد سيسيل بيثيون (بالإنجليزية: Edward Cecil Bethune)‏ هو عسكري جنوب أفريقي، ولد في 23 يونيو 1855 في كنزينغتون في المملكة المتحدة، وتوفي في 2 نوفمبر 1930.